# موهان عزیز
موهان عزیز (به هندی: Pyare Mohan) فیلمی محصول سال ۲۰۰۶ و به کارگردانی ایندرا کومار است. در این فیلم بازیگرانی همچون فردین خان، ویوک اوبروی، ایشا دئول، آمریتا رایو و بومان ایرانی ایفای نقش کرده‌اند.